# Grays
Grays (o Grays Thurrock) és la població més gran en el municipi i autoritat unitària de Thurrock (Essex) i una de les menes parroquials de Thurrock. La ciutat està aproximadament 20 milles (32 km) a l'est de Londres al marge nord del riu Thames, i 2 milles a l'est de l'autopista M25. La seua economia està lligada a les indústries del port de Londres, a la venda al detall, i a Lakeside, West Thurrock.

## Etimologia
Thurrock és un nom saxó significant "el fons d'un vaixell". L'element "Grays" ve de Henry de Grai, un descendent del cavaller normand Anchetil de Greye, al qual Ricard I li va concedir la casa pairal de Grays Thurrock el 1195.

## Història
Samuel Pepys va enregistrar al seu diari que va visitar Grays el 24 de setembre de 1665 i que sembla que va comprar peix d'un pescador local. Parts de Grays i Chafford Hundred es troben dins de tres fosses de creta victorianes; la més gran sent la gorja Lion, i la gorja Warren. Altra àrea de la urbanització Chafford Hundred està construïda en un abocador victorià.
El 23 d'octubre de 2019 els cadàvers de 39 persones van ser trobats al contenidor d'un camió que hi havia al Waterglade Industrial Park de l'Eastern Avenue. Es creu que són les víctimes del tràfic de persones, o del pas il·legal d'immigrants. El vehicle, registrat a Bulgària, es pensa que va entrar al Regne Unit per Purfleet; provinent de Zeebrugge (Bèlgica). Un conductor de camió de vint-i-cinc anys nord-irlandés va ser arrestat per la policia d'Essex com a sospitós d'assassinat. La policia d'Essex Police va dir després d'això que començava una investigació per assassinat. És la investigació per assassinat més gran de la història de la policia d'Essex.

## Geografia
Llocs més pròxims:
- Aveley
- Brentwood
- Chadwell St Mary
- Chafford Hundred
- East Tilbury
- North Stifford
- Orsett
- Purfleet
- South Ockendon
- South Stifford
- Tilbury
- West Thurrock
- Basildon